# Будинок Вітвицького
Будинок Вітвицького — будівля кінця XIX ст., розташована по вул. Театральній у Херсоні.

## Опис
Побудований в кінці XIX ст. Належав Вітвицькій С.А., а згодом — херсонському городовому лікарю Роману Матвійовичу Вітвицькому. Будівля має представницький вигляд: вхід обіграний декоративним біфорієм на другому поверсі та фігурним портиком з карнизом, який довершує композицію. Кут будівлі прикрашений прямокутним еркером з куполом.

## Історія
Згодом тут розмістилося Херсонське чоловіче комерційне училище Віктора Дмитровича Колесова. Училище було відкрито в березні 1908 року на підставі "Положення про комерційні навчальних закладах " від 15 квітня 1836 року.
У 1910 році В. Д. Колесов звернувся в біржовий комітет з проханням про надання випускникам училища, комерсантам і працівникам службового персоналу прав, рівних з державними навчальними закладами, на що було дано згоду.
Комерційне училище в будинку Вітвицького проіснувало до серпня 1920 року.
Будинок зберігся до наших днів зі значними перебудовами. В наш час[коли?] це житловий будинок, на першому поверсі якого знаходяться магазини: «Салон сучасних оздоблювальних матеріалів», Салон-магазин шпалер "Трієра" и та магазин "Pirkl" — одяг та аксесуари (вул. Театральній, 14).